# 東神戸大橋
東神戸大橋（ひがしこうべおおはし）は、東神戸港に架かる全長885.0m（中央支間長485.0m）・片側3車線の斜張橋である。阪神高速5号湾岸線の一部で、神戸市東灘区の深江浜町と魚崎浜町とを結んでいる。
1994年4月2日に開通し、同年5月には土木学会田中賞を、翌1995年2月には神戸市の第9回神戸景観・ポイント賞（特別賞）をそれぞれ受賞した。
用地の都合により2層構造となっており、上層が下り線（神戸方面行き）、下層が上り線（大阪方面行き）である。上層には高欄照明が施されている。

## 周辺
- 神戸市中央卸売市場東部市場
- キユーピー 神戸工場
- 新明和工業 甲南工場
- ニップン 神戸甲南工場
- JFE建材工場
- サンシャインワーフ神戸
- 海上自衛隊阪神基地隊
- 深江浜出入口
- 魚崎浜出入口
- 六甲アイランド大橋

座標: 北緯34度42分34秒 東経135度17分23秒 / 北緯34.70944度 東経135.28972度